# Nálepkovo
Nálepkovo es un municipio del distrito de Gelnica en la región de Košice, Eslovaquia, con una población estimada a final del año 2024 de 3861 habitantes.
Se encuentra ubicado al oeste de la región, en el valle del río Hernád y cerca de la frontera con la región de Prešov.

## Demografía
| Año        | 1994 | 2004     | 2014     | 2024     |
| ---------- | ---- | -------- | -------- | -------- |
| Población  | 2411 | 2786     | 3219     | 3861     |
| Diferencia |      | +15,55 % | +15,54 % | +19,94 % |

| Año        | 2023 | 2024    |
| ---------- | ---- | ------- |
| Población  | 3816 | 3861    |
| Diferencia |      | +1,17 % |